# Василевка Вторая
Василевка Вторая (укр. Василівка Друга), село,
Гусаровский сельский совет,
Изюмский район,
Харьковская область.
Код КОАТУУ — 6320482503. Население по переписи 2001 г. составляет 368 (175/193 м/ж) человек.
Предположительная дата основания 1896 год. Старинное название - Васильевка.

## Географическое положение
Село Василевка Вторая находится на правом берегу реки Бычок в месте её впадения в реку Сухой Торец.
На реке Бычок плотина и Васильевское водохранилище (~90 га), на противоположном берегу расположено село Василевка Первая, рядом железнодорожная станция Некременко.

## Экономика
В селе есть молочно-товарная ферма, машинно-тракторные мастерские. (Уже не существуют)

## Культура
Дом культуры (уже не существует)